# Apolo 5

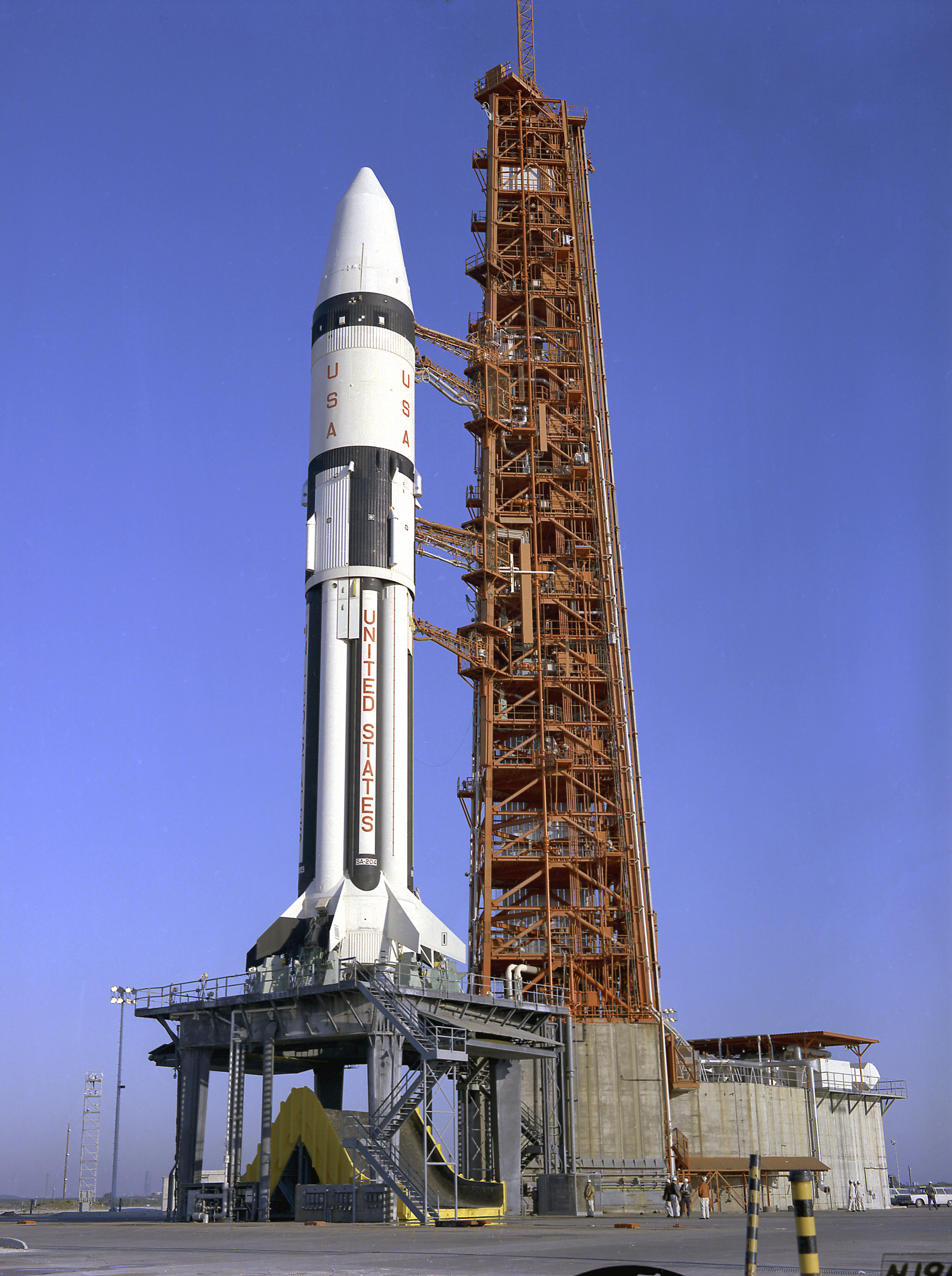
Apolo 5.

Apolo 5 (AS-204) fue un vuelo sin tripulantes de las misiones pertenecientes al programa Apolo que tuvo lugar el 22 de enero de 1968 y que utilizó un cohete Saturno IB como vehículo de lanzamiento, cuya segunda fase iba a ser puesta en marcha, después de permanecer parada en órbita de aparcamiento e ingravidez, para conducir el módulo lunar a un punto máximo de alejamiento de la Tierra de 18 340 km.
Se activó entonces el motor de ascenso del módulo lunar para que regresara a una velocidad de 40 000 km/h, la misma que debería llevar al penetrar en la atmósfera terrestre. El vuelo fue un éxito técnico.